# رابرت پیکاردو
رابرت پیکاردو (انگلیسی: Robert Picardo؛ زادهٔ ۲۷ اکتبر ۱۹۵۳) یک خواننده، کارگردان، هنرپیشه، و بازیگر سینما اهل ایالات متحده آمریکا است. وی از سال ۱۹۷۵ میلادی تاکنون مشغول فعالیت بوده‌است.
از فیلم‌ها یا برنامه‌های تلویزیونی که وی در آن نقش داشته‌است می‌توان به پیشگامان فضا: تماس اول، یادآوری کامل، افسانه، جهانگردان، سربازان کوچک، پسر عاشق، حومه‌نشین‌ها، گرملین‌ها ۲، لونی تونز، دکمه‌ها و پلک نزن اشاره کرد.